# Rinaldo Barbetti
Rinaldo Barbetti (Siena, 29 marzo 1830 – Firenze, 1904) è stato un artista e disegnatore italiano.
In giovane età si trasferisce a Firenze con il padre, lavorando prima come orafo e successivamente come intagliatore per il legno.
Nel 1881, Barbetti decorò soffitto e mobili della Camera dei Deputati di Roma, a Montecitorio.
Ha disegnato la prima serie di banconote della Banca d'Italia composta da quattro tagli: 50, 100, 500, 1000 lire. Le banconote, emesse tra il 1896 e il 1898, vennero stampate per oltre cinquant'anni, con piccole modifiche. Cessarono di avere corso legale nel 1953 e caddero in prescrizione il 30 giugno dell'anno successivo.